# إيلينا أميرة رومانيا
إيلينا أميرة رومانيا (بالرومانية: Principesa Elena a României) (15 نوفمبر 1950) هي الإبنه الثانية لميخائيل ملك رومانيا وزوجته الملكة آن.